# Wilfried Schaus-Sahm

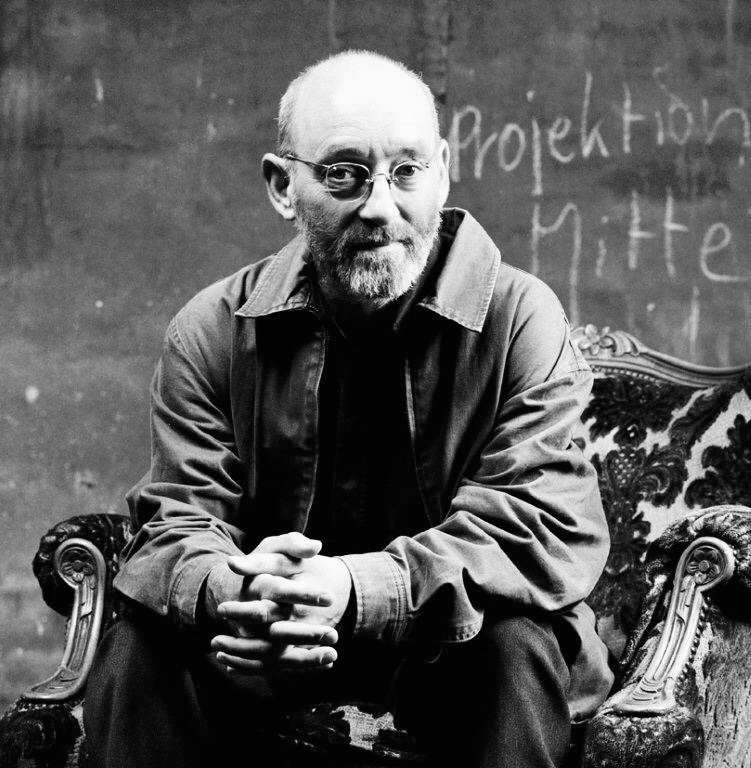
Wilfried Schaus-Sahm (Foto Volker Beushausen)

Wilfried Schaus-Sahm (* 1949 in Aachen) ist ein deutscher Festivalleiter, Maler, Grafiker, Fotograf, Autor und Kurator.

## Leben und Wirken
Schaus-Sahm studierte in Aachen und Freiburg Germanistik, Philosophie und Kunstgeschichte. 1991 gründete er in Duisburg den Jazzmusik-Förderverein Jam, den er bis zu dessen Auflösung 1996 leitete.
Als Autor veröffentlichte Schaus-Sahm unter anderem  die Gedichtbände Fragen an die Wissenschaft und Beredt Sprachlos, die Konzertanekdoten Grappellis Geigenkasten sowie die Romane Denner und Wir sollten Ferrucci fragen.
1996 wechselte Schaus-Sahm in das städtische Kulturamt, wo er 1997 als Koordinator der Duisburger Akzente für die Internationale Bauausstellung Emscher Park (IBA) das internationale Traumzeit-Festival konzipierte. Das im Landschaftspark Duisburg-Nord angesiedelte Festival gewann unter der künstlerischen Leitung von Schaus-Sahm und unter Beteiligung von mehreren Redaktionen des Westdeutschen Rundfunks (WDR 3) internationale Anerkennung. Zu den Programmlinien des Festivals gehörten jährliche Auftragskompositionen, die Reihe „music for silent films“, ein Programmblock „Musikkulturen“ sowie eine Klangkunst-Ausstellung. 2009 trat Schaus-Sahm von seinem Amt als künstlerischer Leiter zurück.
In mehreren Einzelausstellungen, darunter in der Cubus-Kunsthalle
und der Galerie Rheinhausen des Lehmbruck-Museums zeigte Schaus-Sahm Arbeiten als Maler, Grafiker und Fotograf. Werke sind im Besitz von Sammlern in Deutschland, der Schweiz und Großbritannien.

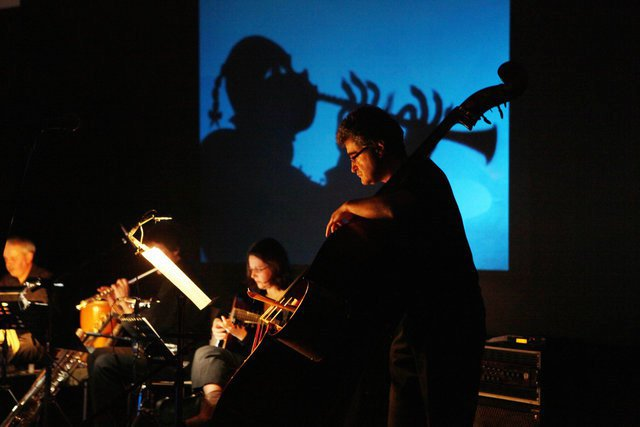
Renaud Garcia-Fons 2011 bei der Uraufführung seiner Filmmusik in Dessau

2011 wurde nach einer Idee von Wilfried Schaus-Sahm im Rahmen des Kurt-Weill-Festivals in Dessau eine Auftragskomposition des französischen Bassisten Renaud Garcia-Fons zu Lotte Reinigers Stummfilmklassiker Die Abenteuer des Prinzen Achmed auf der historischen Bühne des Bauhauses Dessau uraufgeführt.
2012 entwickelte Schaus-Sahm das Konzept der „Mercator Matinéen“, für die er seitdem auch das Programm kuratiert. Die Duisburger Mercator Matinéen, die inzwischen gemeinsam vom Kultur- und Stadthistorisches Museum Duisburg, der Mercator-Gesellschaft Duisburg, der Duisburger Bürgerstiftung und Europe Direct Duisburg veranstaltet werden, versuchen Gerhard Mercators wegweisende kartographische Leistungen im Kontext seiner Zeit einzuordnen, einer Zeit bahnbrechender Neuerungen auf den Gebieten der Wissenschaft, der Kunst und der Philosophie.
Im gleichen Jahr gründete Schaus-Sahm mit anderen Musikbegeisterten den Verein „Marienthaler Festspiele e.V.“. Die kulturelle Initiative im Kreis Wesel rief mit den „Marienthaler Festspielen“ ein neues Festival am Niederrhein ins Leben. Das Festival, für das Schaus-Sahm als künstlerischer Leiter verantwortlich war, präsentierte aktuelle Musik auf internationalem Niveau. 2013 fanden die „Marienthaler Festspiele“ unter erneuter Beteiligung des Kultursenders WDR 3 erstmals auf dem Gelände des Schlosses Diersfordt bei Wesel statt, wo sie ab 2014 unter dem Namen „Sommerton-Festival“ jährlich Ende August durchgeführt wurden.
Seit dem Ende des Festivals im Jahre 2018 programmiert Schaus-Sahm als künstlerischer Leiter die internationale Konzertreihe „acoustics“ in der Schlosskirche Diersfordt, die vom „Kulturnetzwerk Diersfordt Wesel“ organisiert wird.
2023 zeichnete die Stadt Duisburg Schaus-Sahm mit der Mercator-Ehrennadel aus. Gewürdigt wurden „Aktivitäten von gesamtstädtischer Bedeutung durch kontinuierliche Arbeit in Projekten oder Publikationen mit Bezug zur Kultur, der Wissenschaft und der Bildung.“
Schaus-Sahm ist verheiratet, Vater eines Sohnes und lebt in Duisburg.

## Veröffentlichungen
- Wir sollten Ferrucci fragen, Roman, Herstellung und Verlag: BoD – Books on Demand, Norderstedt, 2024 ISBN Hardcover 978-3-7597-0302-6, ISBN E-Book 978-3-7597-4654-2
- Denner, Roman, Herstellung und Verlag: BoD – Books on Demand, Norderstedt, 2022, ISBN 978-3-7562-0009-2
- Grappellis Geigenkasten, Konzertanekdoten, Herstellung und Verlag: BoD – Books on Demand, Norderstedt, 2021 ISBN 978-3-7526-8931-0
- Fragen an die Wissenschaft, Gedichte, Herstellung und Verlag: BoD – Books on Demand, Norderstedt, 2021, ISBN 978-3-7534-0524-7
- Volker Beushausen: Where are we landed here …?: 10 Jahre Traumzeit-Festival; 1997–2006; eine fotografische Retrospektive, Klartext-Verlag Essen 2006, ISBN 3-89861-543-X
- Robert von Zahn: Jazz in Duisburg, in: Jazz in Nordrhein-Westfalen seit 1946, Emons, Köln 1999, ISBN 3-89705-152-4.
- Beredt sprachlos, Gedichte, Verlag Marcus Daniel Cremer, Gladbeck 1989, ISBN 978-3-927488-00-7
- Christiane Schlüter: Hinter den Worten warten die Wunder, Anthologie, Jokers, Augsburg 2011, ISBN 978-3-86800-462-5
- Passagiere eng gesetzt, Gedichte, Tolino Verlag, 2015, ISBN 978-3-7393-0465-6